# Ancistropsylla siamensis
Ancistropsylla siamensis är en loppart som beskrevs av Smit et Toumanoff 1952. Ancistropsylla siamensis ingår i släktet Ancistropsylla och familjen Ancistropsyllidae. Inga underarter finns listade i Catalogue of Life.